# Pleurostomella
Pleurostomella es un género de foraminífero bentónico de la subfamilia Pleurostomellinae, de la familia Pleurostomellidae, de la superfamilia Pleurostomelloidea, del suborden Buliminina y del orden Buliminida. Su especie tipo es Dentalina subnodosa. Su rango cronoestratigráfico abarca desde el Aptiense (Cretácico inferior) hasta la Actualidad.

## Discusión
Clasificaciones previas incluían Pleurostomella en el suborden Rotaliina del orden Rotaliida.

## Clasificación
Se han descrito numerosas especies de Pleurostomella. Entre las especies más interesantes o más conocidas destacan:
- Pleurostomella acuminata
- Pleurostomella alternans
- Pleurostomella bolivinoides
- Pleurostomella frons
- Pleurostomella greatvalleyensis
- Pleurostomella nuttalli
- Pleurostomella sapperi
- Pleurostomella subnodosa
- Pleurostomella tenuis

Un listado completo de las especies descritas en el género Pleurostomella puede verse en el siguiente anexo.